# Eggenberg (Graz)
Eggenberg ist der 14. Stadtbezirk der steirischen Landeshauptstadt Graz. Der Bezirk schließt westlich an die Bezirke Lend und Gries an, nördlich an Wetzelsdorf und wird im Westen vom Plabutsch begrenzt. Der Name geht auf das Schloss Eggenberg und dessen Gründungsfamilie zurück.
Anders als bei den meisten anderen Grazer Bezirken gibt es keine Katastralgemeinde dieses Namens, der Bezirk deckt die KG Algersdorf und die KG Baierdorf ab.
Seit 2010 gehören das Schloss und weite Areale im zentralen Teil des Bezirks zum UNESCO-Welterbe Stadt Graz – Historisches Zentrum und Schloss Eggenberg.

## Geschichte

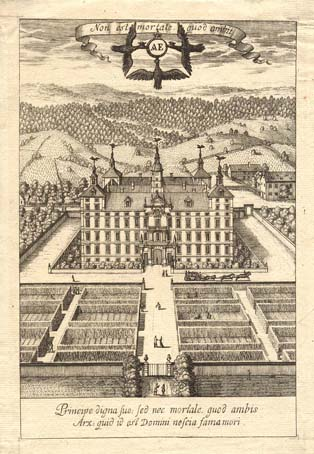
Schloss Eggenberg

Der Bezirk, benannt nach den Eggenbergern, die ihre Residenz, das Schloss Eggenberg, 1625 hier erbauten, hat eine lange und eindrucksvolle Geschichte hinter sich. Funde weisen auf eine Besiedelung seit der jüngeren Steinzeit hin. In Algersdorf fand man zwei Gräberfelder aus der Römerzeit. Auch die Alte Poststraße lässt sich bis in die Römerzeit zurückverfolgen. Im Mittelalter und bis ins 19. Jahrhundert wurde die Landschaft durch Ackerbau und Weinbau an den Hängen des Plabutsches geprägt. In der heute zu Eggenberg gehörenden Ortschaft Baierdorf bei Graz befand sich das Gut Baierdorf.
1850 wurde die Ortsgemeinde Eggenberg gebildet. Sie war unterteilt in die Katastralgemeinden Algersdorf, Baierdorf und Wetzelsdorf. Zusätzlich gab es noch die Ortschaften Plawutsch und Krottendorf (heute in Wetzelsdorf). Durch die Brauerei Reininghaus (ab 1853) sowie die Ausweitung des Industriebereichs rund um den Bahnhof erfolgte ein Wandel vom bäuerlichen Schlossdorf zur Arbeitergemeinde. Dies zeigt sich auch durch die im späten 19. Jahrhundert erbaute Arbeitervorstadt Neu-Algersdorf. Hinter dem Schloss Algersdorf befand sich bis in die Zwischenkriegszeit die Gaststätte Zur Einsiedelei, an die noch ein Weg erinnert.
1906 erfolgte die Markterhebung von Eggenberg. Obwohl 1914 Wetzelsdorf selbständig wurde, war Eggenberg in der Zwischenkriegszeit mit weit über 15.000 Bewohnern die bevölkerungsreichste Marktgemeinde Österreichs. Im Zuge der Februarkämpfe 1934 kam es im sozialdemokratisch dominierten Eggenberg, wo sich auch die Zentrale des Konsum befand, zu erbitterten Kämpfen zwischen den Angehörigen des Schutzbundes auf der einen und der Heimwehr und Soldaten des Bundesheeres auf der anderen Seite. Es gab etliche Tote, Verletzte und allein im Konsumgebäude 130 Gefangene.
Nach dem „Anschluss Österreichs“ 1938 wurde Eggenberg von Graz eingemeindet.
Im letzten Drittel des 20. Jahrhunderts erfolgten vor allem im sozialen und schulischen Bereich Aufwertungen des Bezirks: ASKÖ-Sportstadion, Pädagogische Akademie (1969), großes Hallen- und Freibad (1974), Unfallkrankenhaus (1981), Fachhochschule Joanneum (1994), LKH – Graz West (2002).

## Verkehr
- Bis 1973 war die Grazer Westumfahrung durch die Pyhrn Autobahn quer durch Eggenberg geplant. Durch die Errichtung des Plabutschtunnels blieb dem Bezirk diese Belastung erspart.
- Straßenbahnlinien 1 (Eggenberg-UKH), 4 (Reininghaus), 6 (Smart City) und 7 (Wetzelsdorf).[5] Die Linie 1 nahm am 28. November 1900 als Elektrische Kleinbahn Graz – Eggenberg den Verkehr zwischen Annenstraße/Mohsgasse[6] und der (bis 1951 beibehaltenen) Endstelle Kurhaus Eggenberg (Baiernstraße/Bergstraße) auf.[7]
- Buslinien 62 und 65

## Bildung
- Karl-Morre-Schule, benannt nach dem Volksdichter und Politiker Karl Morré (1832–1897)
- Mittelschule Algersdorf mit IT-Schwerpunkt[8]
- Graz International Bilingual School, kurz GIBS (ehem. Räumlichkeiten Pädagogische Akademie der Diözese Graz-Seckau)
- Privatschule der Schulschwestern (Volksschule, Hauptschule, Oberstufenrealgymnasium, Höhere Lehranstalten für wirtschaftliche Berufe und für Land- und Ernährungswirtschaft)
- Fachhochschule Joanneum

## Bauwerke

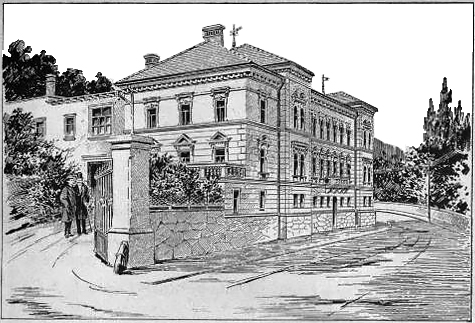
1906: Sanatorium „Frauenheim“ des Dr. Karl Hager, Baiernstraße 48 (heute: Privathaus)

- Schloss Eggenberg
- Reininghausgründe
- Schloss Algersdorf
- Pfarrkirche Vinzenz
- Auster Sport- und Wellnessbad